# 本郷インターチェンジ (広島県)
本郷インターチェンジ（ほんごうインターチェンジ）は、広島県三原市本郷町船木の山陽自動車道上にあるインターチェンジ（開発インターチェンジ）である。

## 歴史
- 1993年（平成5年）10月26日 : 福山西IC - 河内IC間開通に伴い、供用開始[1]。

## 周辺
本郷ICは、福山西IC方面から山陽自動車道経由で広島空港へ向かう際の最寄りインターチェンジである。
- 広島空港
- 広島県立中央森林公園

## 接続する道路
- 広島県道82号広島空港本郷線 - 広島空港方面 / 広島県道33号瀬野川福富本郷線方面（三原市本郷南・国道2号方面 / 東広島市河内方面）

## 料金所
- ブース数：4

### 入口
- ブース数：2
  - ETC専用：1
  - 一般：1

### 出口
- ブース数：2
  - ETC専用：1
  - 一般：1

## 隣
E2 山陽自動車道
(24)三原久井IC - 高坂PA - (24-1)本郷IC - (25)河内IC